# Marie Dressler
Marie Dressler (Cobourg, 9 de novembro de 1868 – Santa Bárbara, 28 de julho de 1934) foi uma atriz canadense premiada com o Oscar de melhor atriz pelo papel que desempenhou em Min and Bill. Também atuou em Anna Christie e Jantar às Oito. Ela tem uma estrela na  Calçada da Fama em Hollywood 1 731 Vine Street.

## Biografia

### Primeiros Anos
Nascida Leila Maria Koerber em Cobourg, Ontário, filha de Alexander Rudolph Koerber (que era austríaco) e de Anna Henderson. Quando jovem Dressler foi capaz de aperfeiçoar seu talento para fazer as pessoas rirem, e começou sua carreira quando tinha catorze anos. Em 1892 ela fez sua estreia na Broadway . No início, ela esperava fazer carreira cantando em ópera, mas depois gravitou para o vaudeville. Em vaudeville era conhecida por seu figurado corpo, em moda na época, e por ter grandes seios contemporâneos, assim como seus amigos Lillian Russell, Fay Templeton, May Irwin e Trixie Friganza. Dressler chegou a utilizar os serviços da "escultora de corpo das estrelas" Sylvia de Hollywood para manter-se em um peso estável.
Maurice Barrymore foi quem deu o impulso inicial à sua carreira dando-lhe alguns conselhos positivos sobre promover sua carreira e um papel na peça "Ladrão do Reno". E ela reconheceu mais tarde sua ajuda. Anos depois ela apareceria com os filhos de Maurice, Lionel e John, em alguns filmes mudos. Durante o início dos anos 1900, ela se tornou uma grande estrela de vaudeville, apesar de ter aparecido mais cedo nos palcos. Em 1902, ela conheceu o também canadense Mack Sennett e o ajudou a conseguir um trabalho no teatro.

### Carreira
O primeiro papel de Dressler em um filme foi em 1910, quando ela tinha 42 anos. Após Sennett  fundar o Keystone Studios em Edendale, Califórnia, ele convenceu Dressler a estrelar seu bem sucedido filme mudo de 1914, “Tillie's Punctured Romance” (br: Carlitos Casanova),  frete ao recém-descoberto ator Charlie Chaplin. Dressler apareceu em mais duas sequelas de "Tillie", além de outras comédias, até 1918, quando voltou ao vaudeville.
Em 1919, durante a greve da Associação Actors 'Equity  em Nova York, a Associação Chorus Equity foi formado e Dressler foi eleita seu primeiro presidente.
Em 1927, Dressler estava secretamente na lista negra das produções de companhias de teatro, devido à sua forte posição na frete trabalhista. Frances Marion, um roteirista da MGM, veio para resgatar Dressler. Dressler mostrou grande bondade para com Marion durante as filmagens de  “Tillie Wakes Up” em 1917, e como retorno, Marion usou sua influência com o chefe de produção da MGM, Irving Thalberg, para Dressler voltar às telas. Seu primeiro filme na MGM foi “The Callahans and the Murphys” de 1927.
Em 1929, Marie Dressler descobriu-se mais uma vez fora do trabalho, então ela se juntou a trupe de teatro de Edward Everett Horton em Los Angeles. Logo depois, porém, Dressler mais uma vez encontrou-se na demanda devido a chegada do cinema falado e a necessidade de atores de palco experientes. Dressler, então, deixou a empresa de Horton.
O cinema falado não apresentou nenhum problema a Dressler, cuja voz retumbante podia soar simpática ou irritada. Em 1930, Frances Marion convenceu Thalberg a dar a Dressler o papel de Martly, a velha megera que acolhe Greta Garbo em sua casa, após a busca pelo pai, no filme Anna Christie (1930). Garbo e os críticos ficaram impressionados com a capacidade de agir de Dressler, e assim a MGM, rapidamente assinou um contrato com ela para um salário de US$ 500 por semana.
Uma mulher robusta e encorpada de recursos muito simples, Dressler passou a atuar em filmes cômicos, que eram muito populares com o público frequentador de cinema e um investimento lucrativo também para a MGM. Embora com sessenta anos de idade, ela rapidamente se tornou uma das atrizes mais rendáveis e populares de Hollywood, e permaneceu no topo até a sua morte, aos 65 anos. Além do seu gênio cômico e sua elegância natural, Dressler demonstrou seu talento também em papéis sérios. Por sua interpretação em Min and Bill (br: Lírio do Lodo), co-estrelado por Wallace Beery, ela ganhou em 1931 o Oscar de melhor atriz. Dressler foi nomeado novamente para Melhor Atriz por seu papel principal em Emma (1932). Com esse filme, Dressler demonstrou sua profunda generosidade com outros artistas. Dressler, pessoalmente, insistia em que os chefes de estúdio incluíssem em seu elenco um amigo dela, um jovem e desconhecido ator chamado Richard Cromwell. Esta pausa ajudou a lançar a carreira dele.

### Morte
Sua carreira recém-regenerada chegou a um fim abrupto quando ela foi diagnosticada com câncer terminal em 1934. O cabeça da MGM, Louis B. Mayer soube da doença de Dressler pelo seu médico e pediu que não contasse para ela.
Para mantê-la em casa, ele ordenou que ela não fosse viajar em suas férias, porque queria colocá-la em um novo filme. Marie Dressler ficou furiosa, mas obedeceu. Dressler morreu com 65 anos, no sábado, 28 de julho de 1934 em Santa Barbara, Califórnia, e foi sepultado em uma cripta no Grande Mausoléu Forest Lawn Memorial Park Cemetery em Glendale, Califórnia.
Marie Dressler, tendo recebido o Oscar no dia seguinte ao seu aniversário de sessenta e três anos de idade, permaneceu como a mais velha premiada com a estatueta de atriz principal por exatamente cinco décadas, até ser superada por Katharine Hepburn na cerimônia de 1982, quando esta recebeu o prêmio de Melhor Atriz aos setenta e quatro anos (por On Golden Pond). Após Jessica Tandy ter vencido o Oscar em 1990 (por Driving Miss Daisy) aos oitenta anos de idade, Dressler se manteve, desde então, como a terceira atriz mais velha a receber o Oscar de Melhor Atriz. Finalmente, na cerimônia de 2021, com a vitória de Frances McDormand na categoria de melhor atriz aos sessenta e três anos e dez meses de idade (por Nomadland), Marie Dressler passou a ser a quarta atriz mais velha premiada com o Oscar de Melhor Atriz. É, também, a mais antiga atriz em nascimento a ser premiada na categoria, e uma das três únicas vencedoras do Oscar de Melhor Atriz nascidas ainda no século XIX (ao lado de Mary Pickford e Shirley Booth).     

## Filmografia
- Christopher Bean - (1933)
- Jantar às oito - (1933)
- Tugboat Annie - (1933)
- Prosperity - (1932)
- Emma - (1932) - indicada ao Oscar
- Politics - (1931)
- Reducing - (1931)

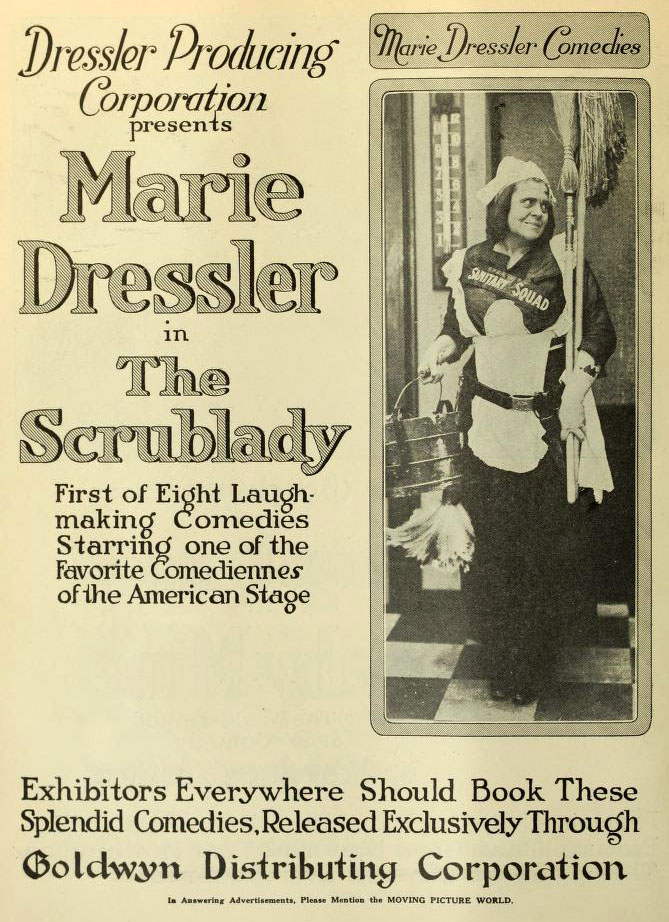
The Scrublady (1917)

- Lírio do lodo - (1931) - Oscar de melhor atriz
- Anna Christie (1930)
- Let Us Be Gay - (1930)
- Caught Short - (1930)
- One Romantic Night - (1930)
- The Girl Said No' - (1930)
- Chasing Rainbows - (1930)
- The Vagabond Lover - (1929)
- Dangerous Females - (1929)
- The Hollywood Revue of 1929 - (1929)
- The Divine Lady - (1929)
- The Patsy - (1928)
- Bringing Up Father - (1928)
- Breakfast at Sunrise - (1927)
- The Joy Girl - (1927)
- The Callahans and the Murphys - (1927)
- The Red Cross Nurse - (1918)
- The Agonies of Agnes - (1918)
- The Scrub Lady - (1917)
- Tillie Wakes Up - (1917)
- Tillie's Tomato Surprise - (1915)
- Tillie's Punctured Romance - (1914)

## Prêmios e Indicações

#### Oscar
| Ano  | Categoria    | Indicação    | Notas    |
| ---- | ------------ | ------------ | -------- |
| 1932 | Melhor Atriz | Min and Bill | Venceu   |
| 1933 | Melhor Atriz | Emma         | Indicado |